# لاله واژگون ایرانی
لالهٔ واژگون ایرانی یا گل سرنگون ایرانی  (نام علمی: Fritillaria persica) یکی از گونه‌های لاله واژگون است. ارتفاع آن به ۷۵ سانتیمتر می‌رسد و گل‌های واژگون بطول ۱ و نیم سانتیمتر آن از نظر رنگ نسبتاً متنوع می‌باشند. که این تنوع می‌تواند از رنگ ارغوانی سیر تا رنگ متمایل به سبز یا زرد دیده شود. گرچه این گونه با مقایسه با گونهٔ لاله واژگون اشک مریم چندان جالب نباشد با وجود این خیلی زیبا است و در کوه‌های زاگرس نسبتاً فراوان است و در دامنه‌های سنگلاخی یا اغلب در مزارع دیده می‌شود. زمان گلدهی در ماه فروردین است.